# Rothenfels
Rothenfels település Németországban, azon belül Bajorországban. Lakosainak száma 1022 fő (2023. december 31.). Rothenfels Neustadt am Main, Marktheidenfeld, Hafenlohr és Fürstlich Löwensteinscher Park községekkel határos.

## Népesség
A település népessége az elmúlt években az alábbi módon változott:
| Lakosok száma | 711  | 820  | 1069 | 1011 | 987  | 996  | 1001 | 1012 | 1007 | 1022 |
|               | 1875 | 1950 | 1975 | 1987 | 2012 | 2014 | 2016 | 2017 | 2021 | 2023 |